# Fructuós Gelabert i Badiella
Fructuós Gelabert i Badiella (Vila de Gràcia, 15 de gener de 1874 - barri de Sants, Barcelona, 25 de febrer de 1955) va ser un director, guionista, operador de càmera i productor cinematogràfic català. Fou, juntament amb Segundo de Chomón, el pioner més important d'Espanya i el primer a rodar pel·lícules a Catalunya.

## Biografia

### Joventut
Fructuós Gelabert nasqué el 15 de gener de 1874, al carrer Llibertat de la Vila de Gràcia, que en aquell moment era un municipi independent.
El pare, Joan Gelabert, era un ebenista d'origen mallorquí, mentre que Llúcia Vidiella, la mare, patia un trauma psicològic a causa d'un accident i no podia prendre cura del petit Fructuós. El 1876 la família es traslladà a la vila de Sants, i el pare obrí un taller d'ebenisteria, el qual batejà com a «El Tramvia», al número 77 de la carretera de Sants. Quan encara era un nen, començà a treballar al taller de son pare, on s'encarregava de les feines de delineant i tallista, que eren el seu fort. Ben aviat demostrà la seva afecció i bones aptituds per a la fotografia i la mecànica.
El 1888 nasqué la seva germana petita, Pepeta Gelabert, i la mare morí poc temps després.
El 1890 feu amistat amb els germans Napoleón, propietaris de la casa de fotografia més important de Barcelona. Aprofitant els seus coneixements de mecànica començà a construir-se algunes càmeres, amb les quals començà a fer alguns treballs fotogràfics a Sants. El 1895 es presentà a Barcelona el kinetoscopi de Thomas Alva Edison en una sessió a la qual Fructuós Gelabert assistí. La descoberta de l'invent de l'americà feu néixer en Gelabert la curiositat per les imatges en moviment i s'afeccionà a les projeccions de la llanterna màgica, afecció que esdevingué obsessió d'ençà la seva presència a la primera projecció que es feu el 1896 a Barcelona del cinematògraf dels germans Lumière. Dita presentació tingué lloc justament a la planta baixa del taller dels germans Napoleon, condicionada per a l'ocasió.

### Les primeres pel·lícules catalanes
La sessió al taller Napoleon fou tota una revelació per a Fructuós Gelabert, especialment El regador regat (L'arrosseur arrosée, 1895), que destacava d'entre les altres perquè era l'única a la qual s'hi podia entreveure un petit fil argumental, encara que fos una innocent anècdota. D'aquell moment ençà, decidí dedicar-se plenament a la realització de pel·lícules, tot i la inexistent indústria i la carència de mitjans cinematogràfics a la Barcelona de llavors.
El 1897 es posà en contacte amb el fotògraf Santiago Biosca, amb qui construí una rèplica de l'aparell dels germans francesos, i rodà els documentals Salida de los trabajadores de la fábrica "La España Industrial" i Salida del público de la iglesia parroquial de Santa María de Sants. Engrescat per l'experiència i esperonat pel record de "El regador regat", es decidí a arriscar-se a fer una pel·lícula de ficció, Riña en un café, la qual rodà íntegrament en un pati annex al Casino de Sants, amb l'ajut d'alguns amics i clients del casino com a actors i de Santiago Biosca com a operador de càmera. El film, que seria el primer de ficció rodat a l'Estat espanyol, es projectà a un envelat de la Festa Major de Sants i l'èxit el convidà a obrir el seu propi cinema als salons de l'Hotel Martín, a la Rambla del Centre. Es considera la primera pel·lícula d'Espanya que conta una història. Al cap de poc temps, però, hauria de tancar les portes del negoci per fallida.
El 1898 rodà un documental sobre la visita d'Alfons XIII a Barcelona (Visita de Doña Cristina y Don Alfonso XIII a Barcelona), que la productora francesa Pathé va comprar per a la seva exhibició a tot el món, cosa que va constituir la primera transacció cinematogràfica espanyola i catalana a l'estranger. Aquest fet sorprengué al mateix Fructuós Gelabert i canvià la seva sort de la nit al dia.
Al mateix temps que la vila de Sants fou annexionada a Barcelona i passà a ser un barri de la ciutat, Fructuós Gelabert experimentà, per primer i últim cop, amb el trucatge cinematogràfic al film Choque de Transatlánticos (1899), primera pel·lícula d'efectes especials rodada a la península Ibèrica, a la qual hi utilitza maquetes i vaixells en miniatura. Tot i l'èxit de l'experiència, Gelabert abandonà aquest estil, on no s'hi trobava gaire a gust, i el seu col·lega Segundo de Chomón esdevingué el futur mestre en aquest tipus de cinema.

### L'edat d'or d'èxits, invencions i descobriments
D'ençà aquest moment fins al 1915, compaginà la seva labor com a inventor de nous sistemes per a la projecció cinematogràfica (com la seva làmpada «oxiaeroacetilènica» del 1901, amb la qual provocà un espectacular accident que va fer volar pels aires la seva germana, sense causar-li lesions tot i que l'explosió es va sentir per tot Sants) amb les seves pròpies creacions cinematogràfiques; a més del seu treball com a col·laborador autònom per a les dues productores franceses més importants del moment, la Pathé i la Gaumont, des que aquestes li compraren els drets d'exhibició a tot el món del seu documental sobre la visita del rei d'Espanya i la seva dona a Barcelona.
El 1902 el feren director tècnic de la casa Diorama de Josep Maria Bosc, qui tenia un cinema a la plaça del Bonsuccés. Fructuós Gelabert amplià el local d'un taller i un laboratori cinematogràfic. El 1903 es casà amb Teresa Bonvehí a l'església parroquial de Sants, amb qui va tenir quatre fills. Francisca, la primogènita, morí amb només onze mesos. Fou també per a aquests anys que prengué el costum de fer projeccions gratuïtes per als orfes de la Casa de la Caritat, cada dijous al matí. El 1905 rodà finalment el seu primer gran èxit a nivell mundial, Los guapos de la Vaquería del Parque, excel·lent comèdia de quinze minuts, per la qual va arribar fins i tot a rebre una oferta per anar a treballar als Estats Units d'Amèrica, la qual rebutjà. L'èxit del film li permeté el 1906 que Diorama esdevingués una productora cinematogràfica, que va ser rebatejada com a Films Barcelona.
A partir d'aquest moment, la seva producció es diversificà amb comèdies com Cerveza gratis (1906), Los Kikos (1906) o Baño imprevisto (1909), amb ambicioses adaptacions cinematogràfiques d'obres literàries catalanes. Les més reeixides són Terra baixa (1907) i Maria Rosa (1908), ambdues d'Àngel Guimerà, el qual va assistir a la projecció, quedant-ne profundament emocionat.
El 1908 feu construir els primers estudis cinematogràfics pròpiament dits de Barcelona, que constaven d'una immensa galeria de vidre als jardins de la finca de Lluís Martí Codolar, exalcalde de Barcelona. El primer film que hi rodà fou La Dolores (1908), un drama rural de Josep Feliu i Codina, inspirat en la famosa jota; a més de les còmiques Guardia burlado (1908) i Los calzoncillos de Toni (1908; durant la projecció de les quals, els actors de la companyia del teatre Romea, amagats rere la pantalla, recitaven els diàlegs, experimentant així amb un imaginatiu sistema de cinema sonor.
Paral·lelament a aquests èxits de ficció, tornà amb força al documental, que mai havia abandonat, per a rodar l'anomenada trilogia dels monestirs catalans: Poblet, Montserrat (ambdues del 1908) i Ripoll (1911). En revelar les imatges fetes des del cremallera de Montserrat, li sembla veure-les en relleu, i això li dona una nova idea que explotaria en el futur. El 1909 rodà Indústria del suro comprimit, considerat unànimement el primer film industrial, estil de cinema que, des de llavors, conrearia sovint.
El 1910 rodaria el que és considerada la seva obra mestra, Guzmán el Bueno, amb la principal dama del teatre català del moment, Margarida Xirgu, i, per primera vegada en una pel·lícula espanyola, decorats en tres dimensions, construïts per l'escenògraf Miralles, el film de més ressò de tots els que va fer, recordat amb comentaris com el que va escriure Joaquín Freixes Saurí a la revista Arte y Cinematografía, a la llunyana data de 1926: «Guzmán el Bueno es todavía un gran éxito artístico, hasta el presente no igualado por ninguna otra película española».

### Una lenta decadència
Es feu palesa una certa decadència a partir d'aquest moment i es refugià cada cop més en el cinema documental, on encara assoliria fites com el rodatge gairebé en exclusiva de les grans inundacions del 1911 a Lleida i col·laborà com a operador de càmera professional o codirector a encàrrecs per a l'estranger, com la producció per a la casa Co&Co de Nova York, on fou ajudant a la producció d'Ana Kadova (1912). Paral·lelament a tot això, fundà la seva pròpia productora, Manufactura Cinematogràfica Tricolor, en la Carretera de Sants, 77.
El 1913 estrenà la que seria la seva pel·lícula més conflictiva, Mala raza, per la qual va ser denunciat per haver plagiat, sense haver pagat drets d'autor, l'obra de José Echegaray. Després de fer sensibles canvis de muntatge i el títol pel de Nubes negras, acabà guanyant el judici però tot plegat acabà representant un dur cop moral, al qual se li ajuntà la sobtada mort d'un dels seus fills.
El 1914, amb la col·laboració econòmica d'en Josep Maria Bosc, més un crèdit que li concedí en Francesc Bech, creà l'empresa Boreal Films, per a la qual projectà una gran galeria de vidre i un estudi cinematogràfic, coneguts com la Casa de Vidre, que foren inaugurats el 1916, al carrer de Sants, número 106, en l'actual passatge de Fructuós Gelabert. De tota manera, es dedicà cada cop més a les feines de càmera i col·laboracions diverses a pel·lícules de cert prestigi com, per exemple, El Nocturno de Chopin (1915), dirigida pel mateix Adrià Gual i protagonitzada per Margarida Xirgu.
La Primera Guerra Mundial es presentà sobtadament com el darrer i definitiu problema per a la importació i exportació de pel·lícules. Tota la indústria cinematogràfica europea col·lapsà, deixant molts dels films en producció a mig fer. Gelabert aconseguí amb prou feines acabar-ne dues el 1917 (El sino manda i El doctor Rojo), però això no representà sinó la fi de la seva carrera com a productor independent, ja que es veié obligat a vendre's La Boreal en arribar l'any 1918.

### De les feines com a professional fins a l'oblit total
El seu amic Josep Maria Codina li aconseguí feines d'operador de càmera a Studio Films, justament la productora que li va comprar La Boreal, mentre encara continuava rodant documentals per encàrrec, a més d'esporàdiques feines com a operador per a altres productores barcelonines. Ocasionalment, encara tingué la possibilitat de col·laborar en guions, ja que encara hi havia qui en tenia en compte la seva creativitat. De mica en mica, aconseguí aixecar el cap fins que el 1928 pogué tornar a la direcció d'un llargmetratge de ficció amb La Puntaire, de la qual també escrigué el guió, amb els cartells totalment en català, i s'encarregà de les tasques d'operador. El film va ser un fracàs estrepitós, a causa del fet que no s'estrenà fins als anys trenta, quan totes les pel·lícules ja eren sonores.
Aquesta mala experiència l'apartà definitivament del rodatge de pel·lícules i, gràcies a l'ajut dels seus nous socis Arisó i Ruiz, es dedicà exclusivament a la reparació i invenció d'aparells cinematogràfics amb la seva pròpia nova marca, Frugel, que li reportaren més aviat pocs beneficis. Arisó i Ruiz es retiraren finalment de l'empresa, i deixaren Fructuós Gelabert en una situació econòmica desastrosa. El 1936 es començà a parlar d'un homenatge al gran pioner del cinema català i espanyol però, a darrera hora, l'homenatge es veié suspès pel sobtat esclat de la Guerra Civil espanyola, tota la qual passà amagat a una caseta que una família amiga tenia a Castelldefels.
En acabar la guerra reprengué la idea d'investigar en la possibilitat del cinema en tres dimensions, però el nul suport econòmic, a més de la depressió general de la societat de la postguerra, feren que els seus treballs quedessin en el no res. El 1950 morí la seva dona i, vidu, diabètic i en la total pobresa, fou acollit pel seu fill Josep. Al llarg d'aquests darrers anys passava les hores treballant en el seu somni de cinema en relleu a la cuina de l'escola Institució Montserrat, dirigida pel seu cunyat Ramon Navarro i regentada per la seva germana Pepeta.
El 1952, en Joan Francesc de Lasa, llavors un jove director de cinema admirador de Gelabert, aconseguí que l'ajuntament de Barcelona li fes un modest homenatge al cinema Alexandra, a més de passar-li una petita quantitat de diners que l'ajudés a sobreviure una mica millor. Però Fructuós Gelabert invertí aquests diners a rodar una segona versió de la que havia estat la seva primera pel·lícula de ficció, Riña en un café, que s'havia perdut amb l'aparent indiferència del sector.
Morí al barri de Sants de Barcelona, el 27 de febrer del 1956, totalment oblidat per la indústria cinematogràfica.

## Llegat
Gairebé cinquanta anys més tard, i gràcies a la constant tasca de recuperació històrica en van fer historiadors com Miquel Porter i Moix, s'han fet, recents revisions en les que s'ha pogut constatar, tot i la pràctica desaparició per descomposició dels negatius o la simple pèrdua per deixadesa de la seva obra, la seva categoria artística a l'alçada d'altres pioners d'altres països. TV3 en va fer un documental al qual s'hi podia veure com els seus nets en parlaven d'ell amb nostàlgia.
Apareix com a figura en la novel·la L'ombra del vent de Carlos Ruiz Zafón (2001), que li atribueix la idea que al segle xx les pel·lícules substituirien la religió organitzada. Per manca de diners, accepta que el protagonista, Jausà, li subvencioni la construcció d'un estudi cinematogràfic en bescanvi d'ajuda per a filmar - en va - esperits i senyals de l'altre món.
Sant Joan Despí li dedicà un carrer, a l'est del Parc de la Fontsanta. A Barcelona, al seu barri, Sants, hi ha el Passeig Fructuós Gelabert que connecta la Carretera de Sants amb la Plaça Bonet i Muixí. I entre l'Eixample i Gràcia, barri on va néixer, hi ha l'Escola Pública Fructuós Gelabert.

## Fons personal
La Filmoteca de Catalunya conserva el fons de Fructuós Gelabert Arxivat 2017-09-16 a Wayback Machine.. Es tracta d'un fons no gaire extens que inclou fotografies i material publicitari d'alguns dels seus films, manuscrits del mateix Fructuós i de la seva filla, fotografies i documentació personal, i material sobre els seus invents com són patents, fotos, dibuixos, anotacions, factures....

## Filmografia
Llevat que no s'indiqui el contrari, totes les pel·lícules són dirigides, produïdes, escrites o co-escrites i, en molt casos, muntades i fotografiades per Gelabert. En alguns casos va fer feines de col·laboració que, sovint, eren força complets treballs de muntatge, cofotografia o coescriptura de guió. En aquests casos, difícils d'especificar s'han esmentat com a feines de col·laboració.

### Ficció
- Riña en un café (1897)
- Choque de dos transatlànticos (1899)
- Los guapos de la vaquería (1905)
- Los Kikos (1906)
- Cerveza grátis (1906)
- Terra Baixa (1907)
- Maria Rosa (1908)
- Guardia burlado (1908)
- Los calzoncillos de Toni (1908)
- La Dolores (1908)
- Amor que mata (1908)
- Guzmán el Bueno (1909)
- Para domar la suegra (1910)
- Lucha por la herencia (1911)
- Ana Kadova (1912) (feines de col·laboració)
- Los Vikeskis y sin contrato (1912)
- Mala Raza (1913)
- Por el hilo se saca el ovillo (1914)
- El cuervo del campamento (1915) (feines de col·laboració)
- Baby y su circo (1915)
- La hija del mar (1915) (només fotografia)
- El Nocturno de Chopin (1915) (només fotografia)
- El sino manda (1917)
- El doctor Rojo (1917)
- La España trágica (1918 (només co-fotografia)
- El regalo de los Reyes (1919) (només co-fotografia)
- La mesonera de Tormes (1919) (només co-fotografia)
- Viajar sin billete (1922)
- La Puntaire (1928)

### Documentals
- Salida de los obreros de la fábrica de "La España Industrial" (1897)
- Salida del público de la Iglesia parroquial de Sants (1897)
- Visita de Doña María Cristina y Don Alfonso XIII a Barcelona (1898)
- Llegada de un tren a la estación de ferrocarril del Norte en Barcelona (1898)
- Llegada del vapor "Bellver" a Mallorca (1899)
- Panorama de Barcelona: Monumentos y fiestas (1900)
- Documental familiar en Torre Savià: Pista para niños en bicicleta de Barcelona (1901)
- Vista de la escuadra inglesa en Barcelona (1901)
- Procesión de las hijas de María, de la iglesia parroquial de Sants (1902)
- Carreras de caballos en el hipódromo (1902)
- Carnaval de las Ramblas (1902)
- Puerto de Barcelona (1903)
- El Monasterio de piedra (1905)
- Carreras de bicicletas por el parque (1905)
- Fiestas y cabalgata por la Ría de San Sebastián (1906)
- Bilbao, Portuglete y los altos hornos (1906)
- Fiestas de San Antonio (1907)
- Concurs de Sardanes al Parc Güell (1907)
- Processó marítima a Santa Cristina (1907)
- Vilafranca: Festes del drac i balls típics (1907)
- Girona monumental (1908)
- Simulacre dels bombers de Barcelona a la Plaça catalunya (1908)
- Corrida de toros con Ricardo Torres "Bombita" (1908)
- Festes del Carnaval 1908 a Barcelona (1908)
- Carreres de cavalls (1908)
- Corrida de toros con Antonio Fuentes (1908)
- Mallorca, isla dorada (1908)
- Poblet (1908)
- Montserrat (1908)
- Indústria del suro (1909)
- Primera carrera internacional de automóviles "Peña Rhin" (1909)
- Festes estiuenques de La Garriga (1909)
- De Garraf a Barcelona (1909)
- Festes de sant Medir (1909)
- Festes de Santa Llúcia: Pessebres (1909)
- Fabricació del suro comprimit (1909)
- Teatre de la natura a Sabadell (1910)
- Inundacions a Lleida (1910)
- Segunda carrera automovilística "Peña Rhin" (Mataró-Argentona) 1910)
- Montblanc de la Serra (1910)
- Fabricació del ciment Asland (1910)
- Riba del Llobregat (1910)
- Carnaval de Palamós (1911)
- Festa Major de la Bisbal (1911)
- Tarragona monumental (1911)
- Castillo de Arampuña (1911)
- Festa Major de Manresa (1911)
- Monestir de Queralbs a Berga (1911)
- Fiesta del Sitio en Bilbao (1911)
- Monestir de Ripoll (1911)
- De Girona a Olot en ferrocarril (1911)
- Indústries tèxtils (1911)
- Fira del bestiar de Vilarodona (1911)
- Els Pirineus: de Port Bou a Andorra (1912)
- Montseny, Viladrau i Tordera (1912)
- Castell d'Hostalric (1912)
- Romeria a Begues (1912)
- Festa colombófila al Tibidabo (1912)
- Zaragoza y sus monumentos (1913)
- Fabricació del gel (1913)
- Excursió a Sant Llorenç d'Amunt (1913)
- Eclipsi de Sol (1913)
- Inauguració de l'Autòdrom de Sitges i carreres (1913)
- Fira i festa del bestiar a Palafrugell (1913)
- Excursió al Bongreny (1913)
- Tortosa i l'observatori (1914)
- Fiestas del Coso Blanco en Tarragona (1914)
- Cavalcades pels mercats de Barcelona (1914)
- Grandes regatas en Barcelona (1914)
- Setmana santa a tarragona (1915)
- Cogida y muerte de "Gallito" (1920) (només muntatge)
- La Patrona de Berga (1920)
- Operacions del Doctor mas (1920)
- Barcelona sota la neu (1922)
- Sanroma (1923)
- En las entrañas de Madrid (1925) (només muntatge)
- Documental familiar a la Costa brava (1925)